# Bonifacio di Savoia
Bonifacio di Savoia (Chambéry, 1244 – Torino, 7 giugno 1263) fu conte di Savoia, d'Aosta e di Moriana dal 1253 al 1263 assieme allo zio Tommaso II, e poi da solo sino alla sua morte.

## Origine
Bonifacio, secondo lo storico francese, Samuel Guichenon, nel suo Histoire généalogique de la royale maison de Savoie, era l'unico figlio maschio di Amedeo IV, Conte di Savoia, d'Aosta e di Moriana, e della sua seconda moglie, Cecilia del Balzo, che, sempre secondo Samuel Guichenon], era la figlia di Barral, 8° signore di Les Baux-de-Provence e 2° visconte di Marsiglia, e della nipote di Raimondo VII, conte di Tolosa, Sibilla d'Andouze, figlia del signore Pietro Bernardo d'Anduze e di Costanza di Tolosa, figlia del conte di Tolosa, Raimondo VI, come ci conferma la Histoire générale de Languedoc, tome V.
Amedeo IV di Savoia, secondo Samuel Guichenon, era il figlio primogenito di Tommaso I, Conte di Savoia, d'Aosta e di Moriana, e della moglie, Margherita o forse Beatrice, che secondo la Chronica Albrici Monachi Trium Fontium era figlia del Conte di Ginevra, Guglielmo I e della signora di Faucigny, Beatrice.

## Biografia
Bonifacio, secondo Samuel Guichenon,  nacque nel castello di Chambéry il primo dicembre 1244; suo padre, Amedeo IV, era al suo secondo matrimonio, essendo vedovo di Margherita, detta anche Anna di Borgogna (1192 - 1243), figlia del duca di Borgogna, Ugo III e della sua seconda moglie, Beatrice di Albon (1161 - 1228), delfina del Viennois, che gli aveva dato due figlie, Beatrice (ca. 1220 - † 1259), e Margherita(† 1264).
Bonifacio viene citato sia nel testamento, datato 1252, del padre, Amedeo IV, come suo erede universale (insituo Bonifacium filium meum mihi eredem in omnibus bonis meis), sia nell'ultimo e quinto, datato 1253, nel quale conferma Bonifacio suo erede sotto la tutela di suo fratello (zio di Bonifacio), Tommaso II (Haeres universalis Bonifacius filius suus, sub tutela Thomæ comitis).
Suo padre, Amedeo IV, morì il 13 luglio 1253 e Bonifacio, l'unico figlio maschio, gli succedette, a soli 9 anni guidato dai consigli della madre e sotto la reggenza dello zio Tommaso, signore del Piemonte, che era stato Conte delle Fiandra e di Hainaut; anche altri due storici francesi, Victor Flour de Saint-Genis e Jean Frézet confermano che Bonifacio divenne conte di Savoia a 9/10 anni, sotto la reggenza dello zio Tommaso.
Gli fu dato il soprannome di Orlando per il suo carattere bellicoso e cavalleresco: romantiche leggende si intrecciano alla vita di questo Principe che morì giovanissimo.
Due zii di Bonifacio, Pietro e Filippo, alla morte di Amedeo IV, chiedevano la divisione dei feudi, ma l'abilità di Tommaso riuscì a convincerli di accettare un appannaggio, che era stato loro concesso da Amedeo .
Nel 1255, sempre su consiglio di Tommaso, la Savoia intervenne al fianco della contessa delle Fiandre e contessa di Hainaut, Margherita (cognata di Tommaso) nella guerra di successione di Fiandra e Hainaut che opponeva la Casa di Avesnes alla Casa dei Dampierre, con scarso successo, essendo i Dampierre militarmente sconfitti; anche il dodicenne Bonifacio seguì lo zio nella spedizione nelle Fiandre.
Dopo che, nel 1250, era morto Federico II di Svevia, ed essendo stato riconosciuto dagli Astigiani il nuovo imperatore Corrado IV di Svevia, il Pontefice, Papa Innocenzo IV, indusse Tommaso II di Savoia, zio e tutore del conte Bonifacio, a dichiarar loro guerra, in alleanza con i Torinesi ed i Chieresi, con il marchese di Monferrato, Guglielmo VII, mentre Bonifacio era rientrato in Savoia.
Ma a Montebruno, presso Pinerolo, gli astigiani, l'8 febbraio 1257, sconfissero i collegati e fecero prigioniero il conte Tommaso, che, per riavere la libertà dovette accettare una umiliante transazione, rinunciare ad ogni diritto sulla Città di Torino e su altre terre vicine.
Tommaso morì nel 1259 e Bonifacio si riavvicinò al partito ghibellino, al cognato Manfredi, reggente del regno di Sicilia; i suoi feudi furono attaccati dal fratello del re di Francia, Carlo I d'Angiò, che era alleato di Guglielmo VII e la città di Asti; Bonifacio tentò di vendicare lo zio ma nella lotta contro gli Astigiani ed il Monferrato ebbe la peggio; nel 1263, dopo aver battuto Guglielmo VII a Rivoli, fu attaccato alle porte di Torino dalle truppe di Asti, che lo sconfissero e lo fecero prigioniero e dove morì per le ferite riportate.
Narrano alcune cronache che egli, caduto in mano dei vincitori, fosse stato rinchiuso in un'orrida prigione alle porte di Torino, ove, oppresso dal dolore, mori nell'anno 1263; secondo Samuel Guichenon, il suo corpo fu trasportato dai suoi stessi nemici a San Giovanni di Moriana, dove fu sepolto nella cattedrale. Non essendo sposato, Bonifacio non aveva eredi e gli succedette lo zio Pietro.

## Discendenza
Suo zio Tommaso stava trattando il fidanzamento di Bonifacio con Agnese, la figlia duca di Baviera e conte palatino del Reno, Ottone II di Wittelsbach, ma la sua morte interruppe le trattative, che, secondo Samuel Guichenon, furono ancora intraprese poco prima della sua morte.
Di Bonifacio non si conosce alcuna discendenza.

## Ascendenza
|                       |                 |                          | Genitori            |  |  | Nonni |  |  | Bisnonni              |  |  | Trisnonni            |  |
|                       |                 |                          |                     |  |  |       |  |  | Umberto III di Savoia |  |  | Amedeo III di Savoia |  |
|                       |                 |                          |                     |  |  |       |  |  | Umberto III di Savoia |  |  | Amedeo III di Savoia |  |
|                       |                 | Mahaut d'Albon           |                     |  |  |       |  |  | Umberto III di Savoia |  |  |                      |  |
| Tommaso I di Savoia   |                 |                          |                     |  |  |       |  |  | Umberto III di Savoia |  |  |                      |  |
|                       |                 | Beatrice di Mâcon        | Gerardo I di Mâcon  |  |  |       |  |  |                       |  |  |                      |  |
|                       |                 | Beatrice di Mâcon        | Gerardo I di Mâcon  |  |  |       |  |  |                       |  |  |                      |  |
|                       |                 | Beatrice di Mâcon        | Maurette di Salins  |  |  |       |  |  |                       |  |  |                      |  |
| Amedeo IV di Savoia   |                 | Beatrice di Mâcon        |                     |  |  |       |  |  |                       |  |  |                      |  |
|                       |                 | Guglielmo I di Ginevra   | Amedeo I di Ginevra |  |  |       |  |  |                       |  |  |                      |  |
|                       |                 | Guglielmo I di Ginevra   | Amedeo I di Ginevra |  |  |       |  |  |                       |  |  |                      |  |
|                       |                 | Guglielmo I di Ginevra   | Matilde di Cuiseaux |  |  |       |  |  |                       |  |  |                      |  |
| Margherita di Ginevra |                 | Guglielmo I di Ginevra   |                     |  |  |       |  |  |                       |  |  |                      |  |
|                       |                 | Beatrice di Faucigny     | …                   |  |  |       |  |  |                       |  |  |                      |  |
|                       |                 | Beatrice di Faucigny     | …                   |  |  |       |  |  |                       |  |  |                      |  |
|                       |                 | Beatrice di Faucigny     | …                   |  |  |       |  |  |                       |  |  |                      |  |
| Bonifacio di Savoia   |                 | Beatrice di Faucigny     |                     |  |  |       |  |  |                       |  |  |                      |  |
|                       | Ugo III di Baux | Bertrando I di Baux      |                     |  |  |       |  |  |                       |  |  |                      |  |
|                       | Ugo III di Baux | Bertrando I di Baux      |                     |  |  |       |  |  |                       |  |  |                      |  |
|                       | Ugo III di Baux | Tibors II di Montpellier |                     |  |  |       |  |  |                       |  |  |                      |  |
| Barral di Baux        | Ugo III di Baux |                          |                     |  |  |       |  |  |                       |  |  |                      |  |
|                       |                 | Barrale de Marseille     | …                   |  |  |       |  |  |                       |  |  |                      |  |
|                       |                 | Barrale de Marseille     | …                   |  |  |       |  |  |                       |  |  |                      |  |
|                       |                 | Barrale de Marseille     | …                   |  |  |       |  |  |                       |  |  |                      |  |
| Cecilia del Balzo     |                 | Barrale de Marseille     |                     |  |  |       |  |  |                       |  |  |                      |  |
|                       |                 | Pierre Bermond d'Anduze  | …                   |  |  |       |  |  |                       |  |  |                      |  |
|                       |                 | Pierre Bermond d'Anduze  | …                   |  |  |       |  |  |                       |  |  |                      |  |
|                       |                 | Pierre Bermond d'Anduze  | …                   |  |  |       |  |  |                       |  |  |                      |  |
| Sibilla d'Anduze      |                 | Pierre Bermond d'Anduze  |                     |  |  |       |  |  |                       |  |  |                      |  |
|                       |                 | Costanza di Tolosa       | …                   |  |  |       |  |  |                       |  |  |                      |  |
|                       |                 | Costanza di Tolosa       | …                   |  |  |       |  |  |                       |  |  |                      |  |
|                       |                 | Costanza di Tolosa       | …                   |  |  |       |  |  |                       |  |  |                      |  |
|                       |                 | Costanza di Tolosa       |                     |  |  |       |  |  |                       |  |  |                      |  |

### Fonti primarie
- (LA)  Monumenta Germaniae Historica, Scriptores, tomus XXIII)
- (LA)  Regesta comitum Sabaudiae
- (LA)  Peter der Zweite, Graf von Savoyen, Markgraf in Italien
- Francesco Cognasso, I Savoia, Paravia, Torino, 1971.

### Letteratura storiografica
- (FR)  Histoire de Savoie, d'après les documents originaux,... par Victor... Flour de Saint-Genis. Tome 1
- (FR)  Histoire généalogique de la royale maison de Savoie, justifiée par titres, ..par Guichenon, Samuel
- (FR)  Histoire de la Maison de Savoie
- (FR)  Histoire Générale de Languedoc avec des Notes, Tome V.